# نانومکانیک
نانومکانیک شاخه‌ای از مکانیک مواد است که به مطالعهٔ ویژگی‌های مکانیکی مواد و سامانه‌ها در ابعاد نانو می‌پردازد. این حوزه در مرز میان فیزیک نانو، مهندسی مکانیک و علم مواد قرار دارد. در مقیاس نانومتری، خواص مکانیکی مواد (از جمله سختی، الاستیسیته، چقرمگی شکست، اصطکاک و خزش) ممکن است به‌طور قابل توجهی با مقیاس ماکرو متفاوت باشد.

## تاریخچه و توسعه
با توسعهٔ ابزارهایی مانند میکروسکوپ نیروی اتمی و نانوایندنتیشن، امکان اندازه‌گیری ویژگی‌های مکانیکی در مقیاس نانو فراهم شد. افزایش توجه به فناوری نانو از دهه ۱۹۹۰ به بعد، به رشد نانومکانیک به‌عنوان شاخه‌ای نوظهور کمک کرد. همچنین روش‌های شبیه‌سازی مولکولی مانند دینامیک مولکولی امکان مدل‌سازی دقیق رفتار اتمی را فراهم نمودند.

## روش‌های آزمایش و تحلیل
در نانومکانیک از ابزارها و مدل‌های زیر استفاده می‌شود:
- نانوایندنتیشن: اندازه‌گیری مدول یانگ و سختی با نوک الماسی
- میکروسکوپ نیروی اتمی: بررسی اصطکاک، چسبندگی و توپوگرافی سطح در مقیاس اتمی
- دینامیک مولکولی: شبیه‌سازی رفتار اتم‌ها و تحلیل برهم‌کنش‌ها
- مدل‌سازی چندمقیاسی: اتصال داده‌های نانومقیاس به پیش‌بینی رفتار ماکروسکوپی

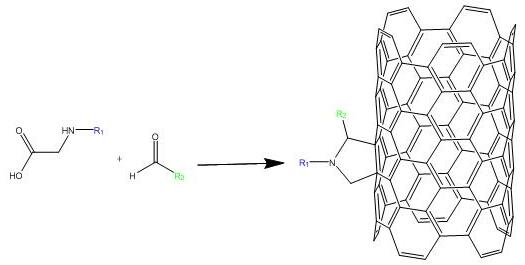
شماتیک نانولوله کربنی (CNT) به‌عنوان نمونهٔ مکانیکی مورد تحلیل در گستره نانو.

## کاربردها
کاربردهای نانومکانیک شامل موارد زیر است:
- پوشش‌های نانوساختار برای کاهش سایش و افزایش استحکام سطحی
- MEMS و NEMS برای طراحی حسگرها و محرک‌های بسیار کوچک
- زیست‌پزشکی برای بررسی سلول و بافت‌های نرم در مقیاس نانو
- کامپوزیت‌های سبک با تقویت نانولوله کربنی یا گرافنشماتیک عملیاتی حس‌گر لایه نازک بر اساس مکانیسم MEMS/NEMS با دیافراگم خازنی.

شماتیک عملیاتی حس‌گر لایه نازک بر اساس مکانیسم MEMS/NEMS با دیافراگم خازنی.